# Carybdea sivickisi
Carybdea sivickisi är en nässeldjursart som beskrevs av Stiasny 1926. Carybdea sivickisi ingår i släktet Carybdea och familjen Carybdeidae. Inga underarter finns listade i Catalogue of Life.